# 杉浦みずき
杉浦 みずき（すぎうら みずき、1997年5月23日 - ）は、セント・フォース所属のフリーアナウンサー。

## 来歴
大阪府枚方市出身。身長165cm。
大阪府立四條畷高等学校、同志社大学商学部商学科を卒業。
学生時代はセント・フォース関西に所属。BSフジのニュースキャスターを務めた。
2020年4月からは『サンデーモーニング』（TBSテレビ）に出演している。
同年10月には主に音楽を中心としたYouTubeチャンネルを開設した。

## 人物
4歳からピアノを始め、2011年にプロピアニストの登竜門と言われる『ピティナ・ピアノコンペティション』で優秀賞を受賞し、2014年2月1日、2日に開催された、第4回バッハコンクール全国大会・高校生(A)にて銅賞を受賞した。
ピアノは現在も続けており、ファミリーコンサートに参加して演奏したりしている。セント・フォースYouTubeでピアノ演奏場面も公開されている。2017年9月22日放送の『芸能界特技王決定戦 TEPPEN』（フジテレビ）ピアノ対決で優勝。
歌うことも好きであり、YouTubeにアップしている。
小学4年生から中学2年まで書道をしており、5段を取得している。
高校時代はテニス部に所属。
英語が得意でオーストラリアへ2週間の語学研修プログラムに参加した。
妹はシンガーソングライターのSizuki。

## 現在の出演番組

### テレビ
- サンデーモーニング（TBSテレビ、2020年4月5日 - ）- キャスター
- 東京インフォメーション（TOKYO MX、2022年4月 - 2025年3月）- キャスター（月・火）
- プライムオンラインTODAY　(BSフジ、2024年9月30日-)　-メーンキャスター（月・火）
- MUSIC FUN! IVY（BSフジ・北海道文化放送、2021年10月9日 - ） - 蔦谷好位置とのコンビでMCを担当
- 芸能界特技王決定戦 TEPPEN（フジテレビ） - ピアノ演奏の腕前を競う「ピアノ対決」に、初登場の第17回（同志社大学在学中の2017年9月22日放送分）で優勝した後も随時参加。
- ワンピースバラエティ 海賊王におれはなるTV（フジテレビ、2023年12月9日[5]）

## 過去の出演番組

### 同志社大学およびセント・フォース関西への在籍中

#### テレビ
- おやかまっさん（KBS京都） - リポーター
- 知られざるガリバー〜エクセレントカンパニーファイル〜（テレビ東京） - 「ファイリングリポーター」
- ミント!月曜日（毎日放送） - リポーター
- ジモスポ（J:COM関西）
- 熱激キングス! - ナレーション

#### ラジオ
- ザ・ヒットスタジオ木曜日（毎日放送）

### セント・フォースへの転籍後

#### YouTube
- おもてなしチャンネル - MC